# Rita Ottervik

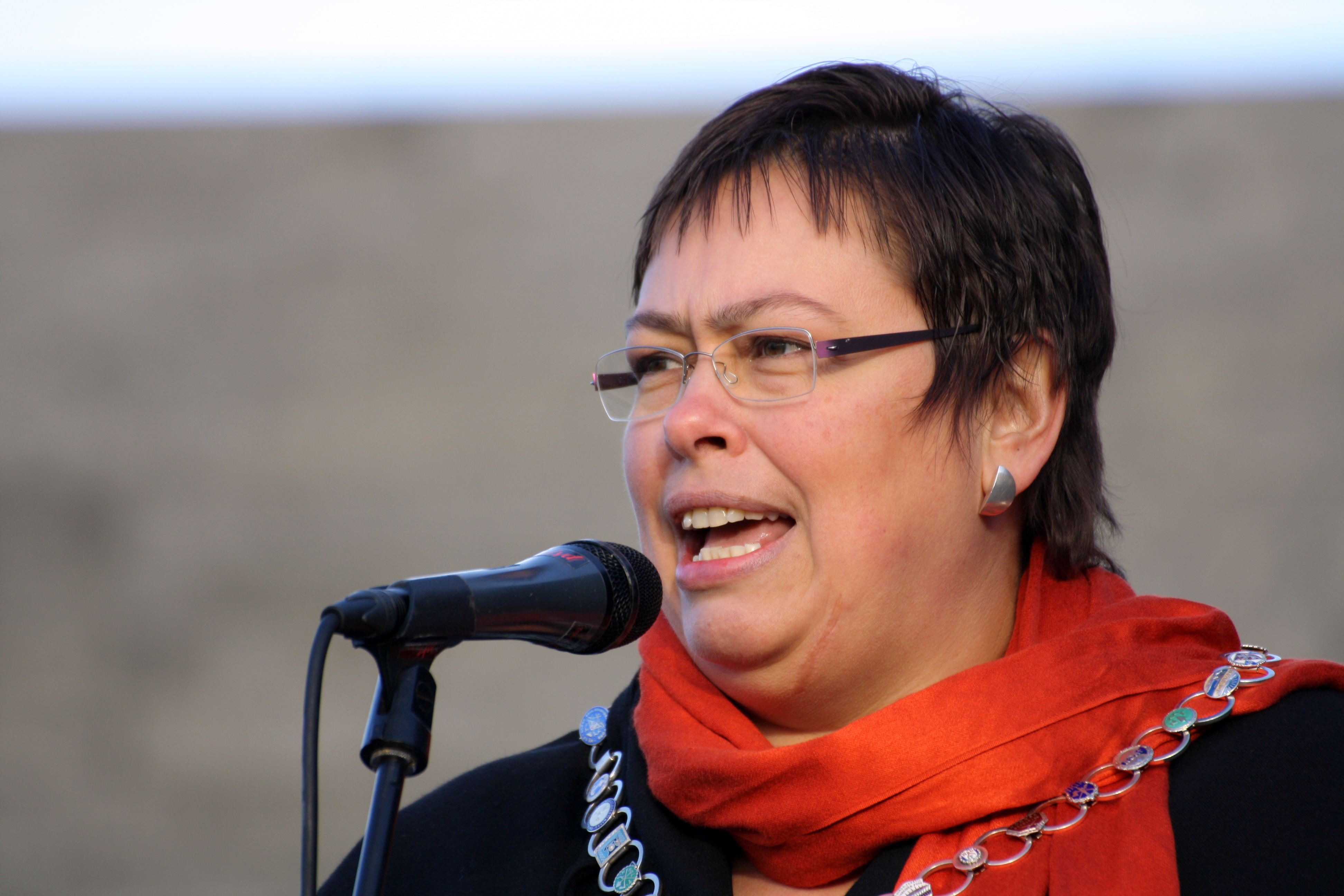
Rita Ottervik, 2012

Rita Irene Ottervik (* 11. September 1966 in Hitra) ist eine norwegische Politikerin der Arbeiderpartiet (Ap). Sie war von 2003 bis 2023 Bürgermeisterin der Stadt Trondheim.

## Leben
Von 1998 war Rita Ottervik Mitglied des Fylkestings der ehemaligen Provinz Sør-Trøndelag. Sie war von 1992 bis 1996 Mitglied des Zentralvorstandes und Sekretärin der Arbeidernes Ungdomsfylking, der Jugendorganisation der norwegischen Arbeiterpartei. Von 1996 bis 1997, also während seiner gesamten Amtszeit, gehörte sie dem Beraterstab des norwegischen Ministerpräsidenten Thorbjørn Jagland an. Mitglied des Stadtrates von Trondheim war sie seit 1999, dazu Gemeindedirektorin (Kommunalråd) von 1999 bis 2003. Bürgermeisterin von Trondheim war sie seit dem 9. Oktober 2003 als Nachfolgerin von Anne Kathrine Slungård (Høyre). 2009 versuchte Ministerpräsident Jens Stoltenberg Rita Ottervik für einen Ministerposten im Kabinett Stoltenberg II zu gewinnen, sie lehnte jedoch ab.
Bei der Kommunalwahl 2023 kandidierte Ottervik nicht erneut. In der Folge endete ihre Amtszeit als Bürgermeisterin von Trondheim nach 20 Jahren am 26. Oktober 2023.
Rita Ottervik ist verheiratet und hat einen Sohn.